# Crassula ovata

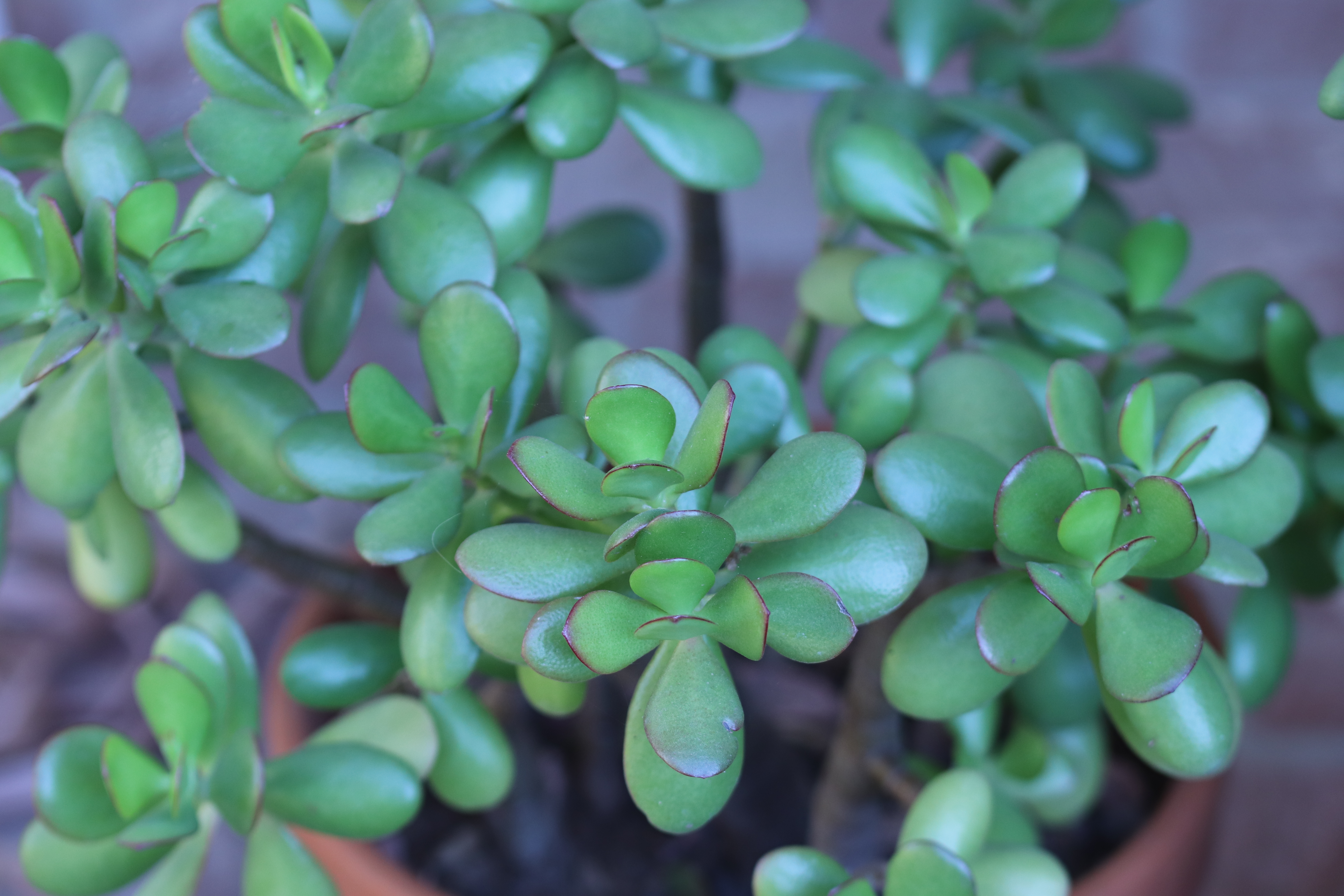

Crassula ovata este o plantă suculentă de interior cunoscută sub denumirea populară de copacul banilor, planta banilor, sau arborele de jad. Această plantă este extrem de rezistentă și longevivă. După cum veți vedea în instrucțiunile de îngrijire de mai jos, Crassula este foarte ușor de intretinut, cu toate acestea, cu cât vedeți respecta nevoile sale de bază, cu atât va crește mai bine și mai sănătos. 
Copacul banilor se recunoaște prin tulpinile groase și frunzele ovale suculente, dispuse sub forma unui arbore. Forma groasă, rotundă și netedă a frunzelor  face ca această plantă să fie asociată în principiile Feng Shui norocului, bunăstării și banilor. Poate produce flori albe sau roz în condiții potrivite, odată ce a ajuns la maturitate.
Crassula ovata este o plantă suculentă de interior cunoscută sub denumirea populară de copacul banilor, planta banilor, sau arborele de jad. Această plantă este extrem de rezistentă și longevivă. După cum veți vedea în instrucțiunile de îngrijire de mai jos, Crassula este foarte ușor de intretinut, cu toate acestea, cu cât vedeți respecta nevoile sale de bază, cu atât va crește mai bine și mai sănătos.
Copacul banilor se recunoaște prin tulpinile groase și frunzele ovale suculente, dispuse sub forma unui arbore. Forma groasă, rotundă și netedă a frunzelor  face ca această plantă să fie asociată în principiile Feng Shui norocului, bunăstării și banilor. Poate produce flori albe sau roz în condiții potrivite, odată ce a ajuns la maturitate.
Cel mai important aspect al ingijirii acestei plante este multă lumină solară și amplasarea aproape de o fereastră. Îngrijită corespunzător, poate trăi zeci de ani, putând fi oferit cadou din generație în generație.
Lumina
În mod ideal, arborele de jad are nevoie de cel puțin 4 ore de lumină directă a soarelui în fiecare zi. Plantele tinere ar trebui să fie păstrate în lumina indirectă a soarelui iar plantele mari, bine înrădăcinate, pot suporta mai mult lumina directă a soarelui. Camerele cu fereastră orientată spre sud sunt, de obicei, locuri ideale, cu lumină suficientă, la fel ca și ferestrele orientate spre vest.
Temperatura
Planta banilor se dezvolată cel mai bine la temperatura camerei (18 ° – 24 ° C), dar preferă temperaturi ușor mai răcoroase pe perioada nopții și iarna (până la 13 ° C). Crassula poate fi cultivată și în aer liber, însă este foarte sensibilă la frig, așa că este recomandat ca ghiveciul să fie scos pe o terasă doar în perioadele în care temperatura nu scade sub 10 ° C.
Udarea
Copacul banilor se adaptează bine condițiilor calde și uscate întâlnite în majoritatea locuințelor. Este important să menținem planta udată în perioada de creștere (primăvara, vara) și mai uscată în sezonul de inactivitate (toamna, iarna). Cu toate acestea, chiar și în perioada de creștere, solul trebuie lăsat să se usuce complet între udări, deoarece Crassula este foarte susceptibilă la putregai. Aceasta înseamnă că timpul trecut între două udări poate varia de la o dată pe săptămână până la o dată pe lună – depinde în totalitate de cât de repede se usucă solul (de mărimea ghiveciului, respectiv cantitatea de pământ, temperatura camerei, etc.). Nu lăsați niciodată surplusul de apă în tăvița de protecție, sau după caz, în masca de ghiveci.
Fertilizarea
În peroada de primăvară și vară fertilizați planta banilor săptămânal sau la două săptămâni cu un îngrășământ special pentru suculente. Iarna sistați fertilizarea.
Transplantarea
Alegeți un ghiveci larg, cu o adâncime moderată, dintr-um material greu, deoarece plantele de Crassula au tendința de a se răsturna datorită greutății pe care o au în partea superioară. Folosiți un sol ușor, care se va scurge complet, deoarece umiditatea excesivă poate provoca  boli fungice precum putregaiul rădăcinilor.  Un amestec de 2: 1 între pământ pentru flori și perlit este excelent.  În mod alternativ, utilizați un amestec comercial pretabil  pentru cactuși. După ce plantați Crassula, nu o udați imediat. Așteptați de la câteva zile până la o săptămână înainte de udare pentru a permite rădăcinilor să se stabilească și să se refacă.
Tunderea, tăierea
Planta banilor este foarte adaptabilă și poate fi tăiată pe parcursul întregului an. Însă, perioada optimă pentru a fi tăiată este primăvara și în perioada de început ale verii. În această perioadă, planta crește, astfel se va putea reface rapid. Chiar dacă tăiați sever planta și rămân doar rădăcini în sol, arborele de jad se va reface.
De preferință, înainte de tăiere, imaginați-vă cum va arăta planta dvs. ulterior. În funcție de imaginea dvs. mentală, tăiați ramurile corespunzătoare. Pentru a vă ușura, marcați ramurile pe care intenționați să le tăiați, cu bandă colorată, pentru a evita tăierea ramurilor greșite.
Cu excepția cazului în care intenționați să schimbați forma întregii plante, tăiați doar 20-30% din ramurile acesteia. În cazul în care survine o boală sau îngheț, planta s-ar putea reface din rădăcini.
Dacă doriți ca planta banilor să se ramifice mai mult, atunci tăiați deasupra unui nod (secțiunea tulpinii din care crește ramura). Tulpina se va ramifica si va creste chiar din acel loc. Prin urmare, tăierea unei ramuri permite creșterea a două ramuri noi.
Tăiați frunzele uscate sau îngălbenite. Scoateți tulpinile aflate în descompunere.
Instrumentele necesare pentru tăiere includ o foarfecă și un gel anti-bacterian. Foarfecile de grădinărit foarte mari sunt dificil de manevrat într-o plantă atât de densă, deci evitați utilizarea acestora.
Nu aruncați frunzele sau ramurile căzute de la tunderea plantei. Este foarte ușor să înmulțiți aceste plante prin butași, așa că utilizați butașii pentru a crește noi plante.
Înmulțirea
Ca orice plantă suculentă, planta banilor este foarte ușor de înmulțit pornind de la o frunză sau un butaș. Iată pașii pe care trebuie să  îi urmați:
- Îndepărtați o frunză sau un butaș de la o plantă sănătoasă. Un butaș ideal ar putea avea lungimea de 2-3 cm și ar avea cel puțin două perechi de frunze. După ce obțineți frunza sau butașul, lăsați-o câteva zile într-un loc cald; se va forma o crustă din latex peste zona tăiată, ajutând la prevenirea putregaiului și la favorizarea înrădăcinării.
- Într-un ghiveci, adăugați un pământ pe care îl umeziți ușor, fără să îl udați în profunzime.
- Așezați frunza deasupra solului pe orizontală, acoperind capătul tăiat cu o parte din sol (aprox. 1 cm ). Dacă  aveți un butaș, așezați-l în poziție verticală în sol (sprijininu-l cu câteva scobitori, dacă nu va sta singur).
- Puneți ghiveciul într-un loc cald, cu lumină indirectă. Nu udați.
- După o săptămână sau două, frunza sau butașul va începe să emită rădăcini. După minum o săptămână de la emiterea rădăcinilor, verificați blând dacă s-a stabiliat înrădăcinarea. Dacă nu, așteptați puțin mai mult, testând ușor la fiecare câteva zile.
- După ce planta pare să fie înrădăcinată ferm, udați-o în profunzime, deoarece doriți să încurajați rădăcinile să crească în jos, nu la suprafață.
- Lăsați solul să se usuce între udări și păstrați planta de lumina directă a soarelui până când este bine stabilită.
1. ↑  Illustrated Handbook of Succulent Plants[*], p. 66 Verificați valoarea |titlelink= (ajutor)